# Daejeon Hana Citizen Football Club
El Daejeon Citizen Football Club (en coreano: 대전 시티즌 FC) es un club de fútbol profesional situado en Daejeon (Corea del Sur). Juega en la K League 1, máxima categoría del fútbol surcoreano.
Fue fundado en 1997 y se convirtió en el primer equipo surcoreano que pertenece a la comunidad de su ciudad, sin ninguna vinculación empresarial. Eso se refleja tanto en el nombre del club (citizen significa "ciudadano" en inglés) como en la presidencia, ocupada por el alcalde de Daejeon. A nivel deportivo solo ha obtenido un título nacional: la Korean FA Cup de 2001.
El 24 de diciembre de 2019, Hana Financial Group Football Club Foundation compró los derechos operativos del club y cambió el nombre del club a su actual nombre.

## Historia
La ciudad de Daejeon no tuvo planes para incorporarse a la K League hasta 1996, cuando se supo que sería sede en la candidatura para la Copa Mundial de Fútbol de 2002. Ese mismo año se desvelaron planes para crear un club de fútbol perteneciente a la comunidad, con el apoyo de patrocinadores locales, que ocupase el futuro Estadio Mundialista de Daejeon. La idea fue innovadora en su momento, pues hasta entonces los equipos surcoreanos estaban controlados por grandes conglomerados empresariales (chaebol) y tenían poca vinculación con la localidad que les acogía.
Debutó en la máxima categoría en 1997 con grandes expectativas, pero finalizó en séptimo lugar entre diez participantes. Un año después perdió a casi todos sus patrocinadores locales, a causa de la crisis financiera asiática, y se vio obligado a reducir su presupuesto. Durante varios años terminó en las últimas posiciones y desempeñó un papel mediocre, hasta que en 2001 sorprendió al ganar la Korean FA Cup contra todo pronóstico. En la final derrotó a Pohang Steelers por 1:0, con Kim Eun-jung como autor del único gol del encuentro. Ese ha sido el primer y único título nacional de su historia, y gracias a él pudieron participar en la Liga de Campeones de la AFC, en su edición de 2002-03.
El Daejeon Citizen estuvo a punto de desaparecer en 2002 porque el último apoyo local que les quedaba, la constructora Kyeryong, anunció que se retiraba. Sin embargo, el Gobierno de Daejeon garantizó su continuidad y buscó nuevos patrocinadores. Un año después, el club logró el mejor resultado deportivo de su historia en la liga. Bajo la dirección del técnico Choi Yun-gyeom, finalizó sexto y registró una asistencia media a su estadio de 19.000 espectadores. En 2004 llegó hasta las semifinales de la Copa nacional y fue subcampeón de la final de la Copa de la Liga, por detrás del Seongnam Ilhwa Chunma. Sin éxitos más relevantes en cursos posteriores, su última gran actuación fue en la temporada 2007, donde fueron sextos en la fase regular y se clasificaron para los play-off por el título. Allí fueron eliminados a las primeras de cambio por el Ulsan Hyundai.
En 2013 descendieron a la segunda categoría, la K League Challenge, al finalizar en última posición. Solo permanecieron un año, ya que al siguiente retornaron como campeones.

## Uniforme
- Uniforme titular: Camiseta verde con detalles rojos, pantalón verde, medias verdes.
- Uniforme alternativo: Camiseta blanca con detalles rojos, pantalón blanco, medias blancas.

## Estadio
El Daejeon Citizen disputa sus partidos en el Estadio Mundialista de Daejeon, situado al noroeste de la ciudad y de titularidad municipal. Su césped es natural, con superficie de 105 por 68 metros, y el aforo actual es de 40.535 espectadores, todos sentados. Se diseñó sólo para albergar partidos de fútbol, por lo que las gradas están muy cerca del terreno de juego. Los laterales están cubiertos por un techo, mientras que los fondos quedan descubiertos. Es apodado "Purple Arena" (Estadio Morado) por los aficionados.
Las obras comenzaron en diciembre de 1998 y su inauguración oficial fue el 13 de septiembre de 2001. Se construyó específicamente para la Copa Mundial de Fútbol de 2002 y durante el evento albergó tres partidos: un Sudáfrica-España (2:3) y un Polonia-Estados Unidos (3:1) de la fase de grupos, y la eliminatoria de octavos de final entre Corea del Sur e Italia (2:1).
En sus primeros cinco años de existencia, el Daejeon Citizen jugó en otro campo municipal, el Complejo Deportivo Daejeon Hanbat. Dicho estadio es ahora el hogar del segundo club de la ciudad, el Daejeon Korail.

## Datos del club
- Temporadas en K League 1: 21

Debut: Temporada 1997
Mejor posición: 6º (dos ocasiones, la última en la temporada 2007)
Peor posición: 14º (temporada 2013)
Descensos: Uno (temporada 2013)
- Temporadas en K League 2: 1

Debut: Temporada 2014
- Participaciones en la Liga de Campeones de la AFC: 1

Mejor posición: Fase de grupos (temporada 2002-03)

## Palmarés
- K League 2 (1): 2014.
- Korean FA Cup (1): 2001.
- Subcampeón de la Copa de la Liga (1): 2004.
- Subcampeón de la Supercopa (1): 2002.